# عين الموصل
عين الموصل هو مدون مجهول ينشر تحديثات منتظمة عن الحياة في مدينة الموصل، العراق، التي احتلتها الدولة الإسلامية في العراق والشام (داعش) لمدة سنتين و 39 يوما. تم تحرير الموصل في 10 يوليو 2017، بعد معركة استمرت 9 أشهر و 4 أيام. وكثيرا ما يشار إلى المدونة باعتبارها واحدة من المصادر القليلة الموثوقة التي توثق الحياة في ظل حكم تنظيم الدولة الإسلامية في العراق والشام، وقد كانت مصدرا حاسما للمعلومات للصحفيين والباحثين. على الرغم من عدم الكشف عن هويته، فقد تم الحكم على المدون ومحتواه بأنهم اصليين من قبل الخبراء.

## عنه
بدأت عين الموصل في الفيسبوك بعد وقت قصير من غزو داعش بهدف اعلام العالم ما كان يحدث في المدينة. وعادة ما يتم كتابة المحتوى باللغة الإنجليزية وغالبا العربية، وينشر على مدونه وورد وحساب تويتر في حالة فقدان المدون الوصول إلى صفحة الفيسبوك أو أنها تخضع للرقابة. 
وصفت الباحثة رشا العقيدي، المواطنة في الموصل، وجهة نظر المدونة والأيديولوجية بأنها تعكس «المثقفين الشباب في الموصل: الإرادة في مراجعة الإسلام والتشكيك في النصوص الدينية وخطوط الصدع على طول الروايات التاريخية». 

## محتوى المدونة
كتب المدون على نطاق واسع عن سيطرة تنظيم الدولة الإسلامية على الموصل. في إحدى أولى منشوراته، كتب: «مقاتلو داعش يحملون أجهزة الكمبيوتر المحمولة التي تحتوي على قاعدة بيانات للسجلات المدنية والعسكرية، وهي تطلق نقاط تفتيش حول المدينة، تطالب بمعرفات الأشخاص، وتبحث عن الأشخاص المطلوبين». وقد وصف ليس فقط تدمير المباني القديمة وحرق كتب المكتبة، ولكن عمليات الإعدام المتكررة والتعذيب من قبل مسلحي تنظيم الدولة الإسلامية، بما في ذلك قطع الرأس وقطع الأعضاء والجلد ورجم النساء وقتل المثليين. وفي أيلول / سبتمبر 2015، أبلغت عين الموصل عن 455 حالة إعدام، بما في ذلك موقع الضحايا وعرقهم ودينهم. وينشر المدون أيضا معلومات عن أعضاء تنظيم الدولة الإسلامية في العراق والشام، بما في ذلك صور ل 10 من مقاتلي داعش، يطلقون عليهم «المشتبه بهم الرئيسيين» و «المطلوبين لارتكابهم جرائم حرب ضد شعب الموصل». كما يبلغ المدون عن غارات التحالف ضد أهداف داعش في المدينة. 
بالإضافة إلى أنشطة تنظيم الدولة الإسلامية في العراق والشام، يبلغ المدون عن أحداث المقاومة ضد النظام في الموصل. وتحدث«عين الموصل» سكانها وتناقش مواقفهم تجاه الجماعة المسلحة، وكتبت في فبراير / شباط 2015، «في الوقت الحاضر يتحدث الناس علنا في السوق عن [داعش] وقسوتهم». كما نشرت المدونة تفاصيل عن صراعات داعش، مثل المقاتلين الذين يذهبون ثلاثة أشهر دون راتب، وأن هناك مقاتلين أجانب لا تتجاوز أعمارهم 13 سنة بين صفوفهم. 
وفقا لبيان الفنار الإعلامي، فإن «عين الموصل» تتخذ نهجا علميا للمعلومات، في محاولة لجمع البيانات وتصنيفها والتحقق منها، كما تقدم تحليلا اجتماعيا واقتصاديا، كما هو الحال عندما توضح كيف أن الدولة الإسلامية قد جندت الكثير من أعضائها، ودعمهم من قبيلة ريفية مزدحمة تقع خارج الموصل، أو كيف أن الفساد والطائفية والسياسة الأمريكية لجتثاث البعث، وموقف الجيش العراقي، مما جعله غير قادر على الوقوف على داعش ". 

### معركة الموصل
نشرت مدينة الموصل عدة تحديثات حول التحضيرات داخل المدينة لمعركة تحرير المدينة التي بدأت في أكتوبر 2016، بما في ذلك نشاط ومواقف تنظيم الدولة الإسلامية، ومخاوف من أزمة غذائية تلوح في الأفق. وفي 2 تشرين الثاني / نوفمبر، بعد يوم من دخول قوات العمليات الخاصة العراقية أخيرا إلى المدينة، قام بالتغريد لقوات التحالف على وجه الاستعجال لتحذيرهم من أن مجموعة من الشقق لا تزال تحتوي على مدنيين، ولم يخرجها تنظيم داعش، كما كانت الشائعات، لذا لا يمكن استهدافها بالغارات الجوية.
تحتوي المدونة أيضا على أفكار المؤلف الشخصية حول مستقبل المدينة وكذلك المخاوف من التعرض للقتل. كما ذكرت شبكة سي ان ان "في بعض الاحيان، كانت عين الموصل حقيقة في الواقع، ولكن في الأيام الأخيرة، مع اندلاع معركة دامية بين القوات العراقية تتقدم على المدينة والمقاتلين المتشددين داعش، تحولت الي كتابات حزن بالتأكيد، وهناك عدد قليل قبل ساعات، استمعت عين الموصل لعازف الكمان اسحاق بيرلمان يلعب كونسرتو على ستراديفاريوس، الموسيقى التي يحظرها داعش تساعد على إبقائه حيا. 
في 5 تشرين الثاني / نوفمبر، بعد أن بدأت القوات العراقية القتال في المدينة، كتب المدون عن يأسه في مشاهد الموت حوله، بما في ذلك رؤية الأطفال يلعبون مع جثث القتلى من تنظيم داعش. وكتب أن أحد أصدقائه المقربين قد قطع رأسه من قبل تنظيم الدولة الإسلامية في العراق والشام، «من الذي سأخسره بعد ذلك، ماذا أرى؟ لقد رأيت وعشت أكثر من ما اريد.. رأيت رؤوس مقطعة، وبتر وأسلحة، والقاء من أعلى المباني.. لقد رأيت نفوسهم تحاول أن تحافظ على أجسادهم، ولكن أجسادهم ممزقة جدا لتحمل أرواحهم، ورأيت تلك الأرواح تتساءل على حلفاء هذه المدينة!» 
وكتب أيضا أنهم بدأوا في تركيب قنابل حول المباني السكنية. «داعش يحاصر المنازل من حولنا بالقنابل، ونحن نعيش على قنابل موقوتة من حولنا، وإذا كانت الغارات الجوية وإطلاق النار لا تقتلنا، فإن تلك السيارات المفخخة سوف تقوم بهذه المهمة قريبا!» وعلق أيضا على مقاتلي داعش الذين يتجولون بين المدنيين: «وجوه تنظيم الدولة الإسلامية لم تعد تخيفني، ولا شيء مخيف من وجوههم، وأرى الخوف في أعينهم، أسمع أصواتهم يصرخون من صدورهم، وأشعر بالتغيم [ يقولون لأنفسهم» ماذا فعلنا بحق الجحيم؟«... وفي الوقت نفسه، أراهم مثل جثث تمشي على الأرض». 

## هوية المدون
وقد عرف مؤلف المدونة نفسه بأنه «مؤرخ مستقل»، وقد حدده الصحفيون على أنه ذكر. وقال إنه يعتبر نفسه مؤرخا قبل كل شيء وأنه ليس صحافيا. بدأ التدوين بعد الغزو بقيادة الولايات المتحدة في عام 2003، ولكن لم يتم تحديد مدونته السابقة. وقال إنه استخدم أسماء مستعارة وهويات مختلفة لجمع المعلومات وتلقى تهديدات متكررة بالقتل عبر الإنترنت من تنظيم الدولة الإسلامية. وقال في مقابلة مع صحيفة «نيويوركر» إنه يتظاهر بأنه مسلم متدين متحمس للشريعة للحصول على ثقة المتطرفين. ووصف مقاتلي داعش بانه «مجموعة من الاشخاص الذين يمكن ان يسترشدوا باي اتجاه». 
ووفقا للفنار، يبدو أن المدون متعلم تعليما عاليا، مما يجعله هدفا إضافيا لتنظيم داعش، وهو أمر يشك فيه الأكاديميون الدينيون والعلمانيون. 

## روابط خارجية
- Mosul Eye Blog